# نانچانگ
نانچانگ (به چینی: 南昌 به انگلیسی: Nanchang) یکی از شهرهای کشور جمهوری خلق چین است. جمعیت آن در سال ۲۰۰۸ میلادی برابر ۲،۰۲۹،۵۸۱ نفر تخمین زده شده‌است. جمعیت آن با حومه بیش از چهار میلیون و پانصد هزار است. نانچانگ مرکز استان جیانگ‌شی چین است.

## نگارخانه

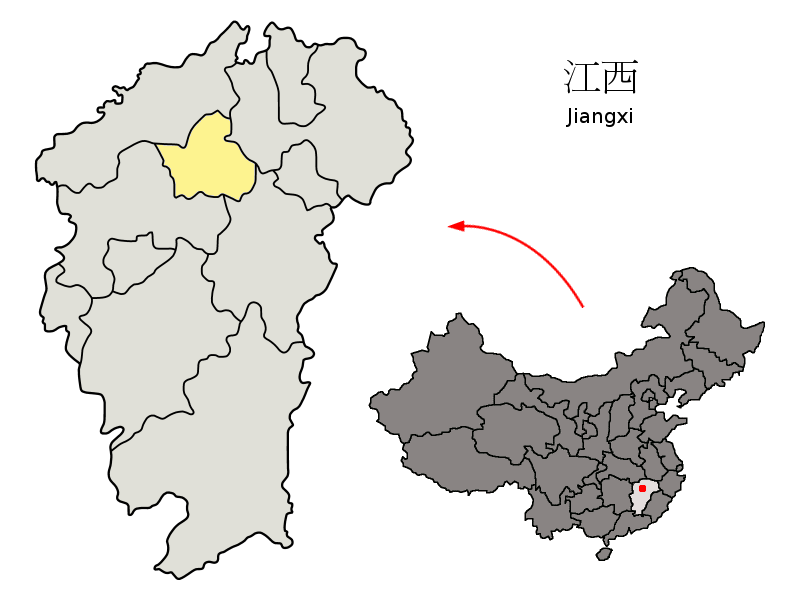
نانچانگ در نقشه چین و استان جیانگ شی
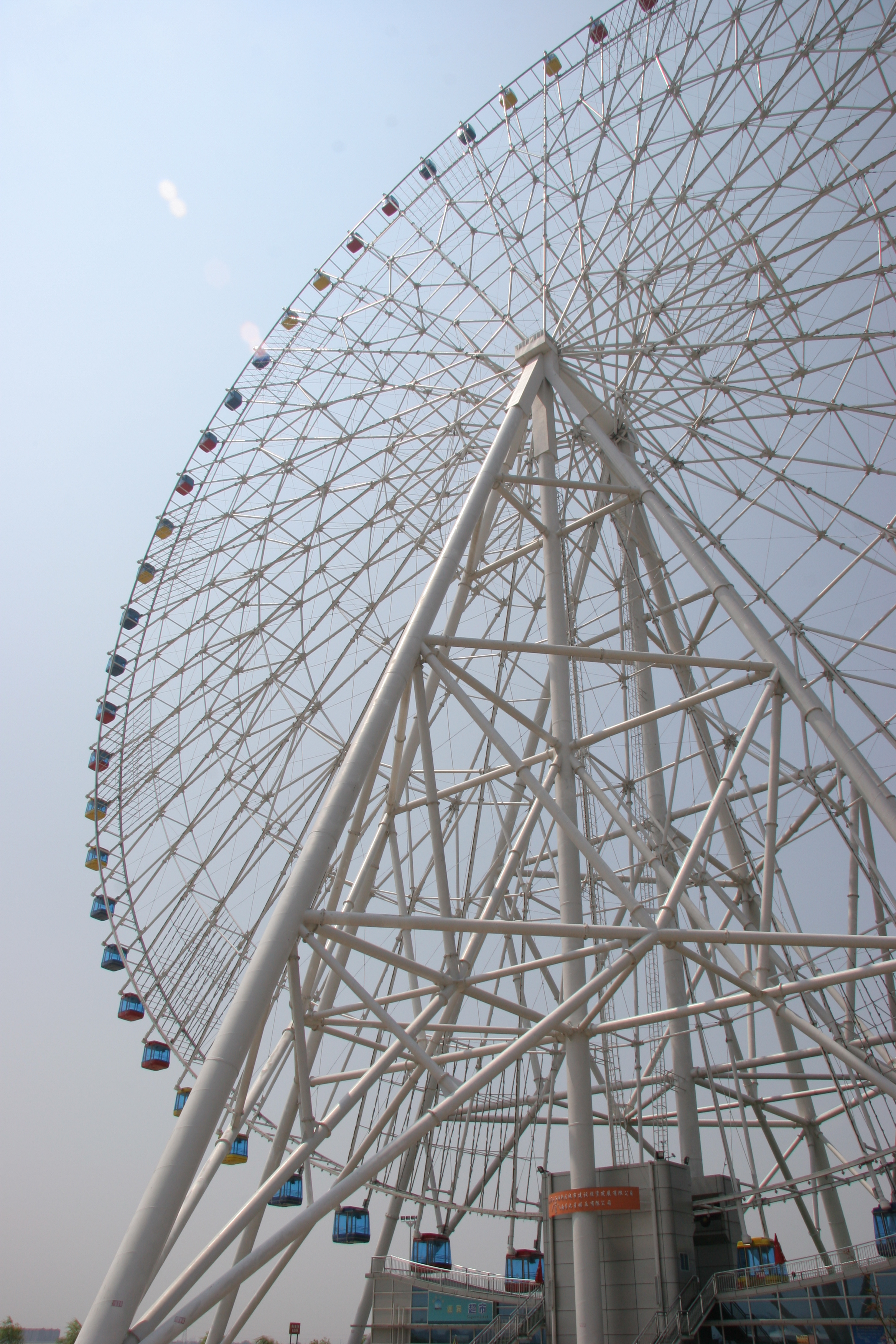
چرخ و فلکی عظیم در نانچانگ